# Hans Wilhelm Viereck
Hans Wilhelm Viereck (12 de octubre de 1903, Schorrentin - † 6 de diciembre de 1946, Campamento especial N.º 9 Fünfeichen) fue un botánico alemán, y recolector de plantas en México.

## Vida
Nació el 12 de octubre de 1903 en la mansión paterna, de Schorrentin Neukalen en Mecklenburg La antigua casa señorial estuvo desde finales del siglo XVIII, en manos de la familia Viereck. Tuvo en su temprana juventud, contacto con Hugo Baum, director del Jardín Botánico de la Universidad de Rostock, siendo catalizador de su interés en los cactus. Después de terminar la escuela, comenzó un estudio de la agricultura. En 1920, se trasladó con sus padres a México. Sus padres arrendaron y administraron una granja en San Vicente cerca de Jaumave en el estado mexicano de Tamaulipas.
Al principio no estaba muy interesado en los cactus. Sólo después de varias cartas y peticiones de cactus envió en 1924 una pequeña bolsa llena de cactus al Jardín Botánico de Rostock.
En 1927 la familia regresó de vuelta a Mecklenburg y exitosamente lograron sus tierras en Schorrentin. Se establecieron después de la vuelta con buenos invernaderos para sus cactus. Hans Wilhelm viajó a pesar del aumento de la tensión política hasta 1938, a los mexicanos estados de Tamaulipas y Sonora. Su nombre está asociado con muchas especies.
Desde 1941 fue soldado, estando en contra de la guerra. Y fue arrestado por el NKVD, muriendo en 1946 en el campo especial Fünfeichen en Neubrandenburg.

## Honores

### Eponimia
En su honor, varias plantas han sido nombradas, tales como: Echinocereus viereckii, Mammillaria viereckii, Turbinicarpus viereckii y Astrophytum capricorne var. viereckii.

## Escritos
- Wie ich Kakteensammler wurde. In: Kakteenkunde. 1934, p. 101–105
- Astrophyten, wie sie der Sammler in den Heimatgebieten sieht. In: Blätter zur Sukkulentenkunde- und Pflege. 1939, p. 4
- Reiseerinnerungen aus den Kakteengebieten Sonoras. In: Kakteenkunde. 1941, p. 7–12

## Literatura
- Oda Kremer-Viereck. 2000. Auf der Suche nach dem Kakteensammler Hans W. Viereck. In: Kakteen und andere Sukkulenten 8: 222 ff.
- Werner Hoffmann. 2001. Der Kakteensammler H. W. Viereck. In: Kakteen und andere Sukkulenten 12: 338 ff.
- Angelika Halama: Ein Kakteenjäger aus Mecklenburg - Hans Wilhelm Viereck entdeckte in Mexiko zahlreiche Arten. In: Schweriner Volkszeitung. Mecklenburg Magazin 24 de agosto de 2007, p. 22
- Peter A. Mansfeld: Hugo Baum - Die Lebensgeschichte eines deutschen Botanikers. 2.ª ed. BoD, Hamburgo 2012, ISBN 978-3-8448-1463-7, p. 68–82

- Datos: Q1583110
- Multimedia: Hans Wilhelm Viereck / Q1583110
- Especies: Hans Wilhelm Viereck